# Хумбан-нумена III
Хумбан-нумена III (д/н — бл. 688 до н. е.) — цар Еламу близько 692—688 років до н. е. В ассирійських джерелах відомий як Умман-менану.

## Життєпис
Походив з династії Хумбан-тахрідів. Другий син царя Халлутуш-Іншушинака II. Близько 692 року до н. е. повалив свого брата — Кутір-Наххунте III, захопивши владу. За словами ассирійського царя Сін-аххе-еріби «не мав ні розуму ні розсудливості».
Вирішив продовжувати боротьбу з Ассирією. Уклав військову угоду з новим вавилонським царем Мушезіб-Мардуком, перськими племенами та арамейськими і халдейськими «князями» Шумеру. За цим зайняв область Елліпі, яка була підвладна ассирійському цареві.
Вирішальна битва відбулася 691 року до н. е. на рівнині неподалік від міста Халулі (біля гирла річки Діяла). Сін-аххе-еріба заявляє в своїй хроніці, що розгромив союзників, вбивши силу-силенну ворогів і захопивши багато ворожих воєначальників, зокрема еламыта Хумбан-Ундаш і сина колишнього вавилонського царя Мардук-апла-іддіни II (Набу-шум-ішкуна). Втім «Вавилонська хроніка» повідомляє про перемогу союзників. Ймовірно, що насправді битва завершилися внічию, або дісталася ассирійцям настільки дорогою ціною, що вони не мали змоги розвивати успіх.
На початку квітня 689 року до н. е. з Хумбан-нуменою III стався інсульт. Вавилонська хроніка повідомляє: «… його рот став нерухомий так, що він не міг говорити …» Дізнавшись про те, що еламский цар розбитий паралічем, ассирійці в грудні захопили Вавилон.
Хумбан-нумена III помер наприкінці лютого 688 року до н. е. в Сузах. Елам розпався на 2 частини, де панували стриєчні брати Хумбан-Халташ I і Шілхак-Іншушинак II.